# Vogeler

Holzschnitt von Jost Amman, 1568

Vogeler ist ein deutscher Familienname.

## Herkunft und Bedeutung
Vogeler ist der Berufsname für einen Vogelfänger, beziehungsweise der Übername für einen Beizjäger. Er fing Vögel, um sie zu verkaufen oder abzurichten wie ein Falkner. Ælfric Grammaticus nannte zwischen dem 10. und 11. Jahrhundert als Beute unter anderem den Habicht, Adler, Milan, Kranich, Reiher, Storch, Amsel, Ringel- und Hohltaube, Schwan, Drossel, Wasservögel und manchmal Jungvögel, aber auch Sperlinge, Gänse, Hähne und Hühner, Wachteln, Fledermäuse, Käuze, Turteltauben, Dohlen, Schopflerchen, Eulen und weitere. Im Mittelhochdeutschen begegnet uns die heute noch gültige Wortgestalt Vogel mit der genauen Bedeutung jagdbarer Vogel, Schwimmvogel, also Gans, Ente.
Die Vogeljagd war eine Tätigkeit, die der Legende nach auch von König Heinrich dem Vogeler (* 876, † 2. Juli 936) ausgeübt wurde. Kaiser Friedrich II. (* 26. Dezember 1194, † 13. Dezember 1250) schrieb in seinem Buch Über die Kunst mit Vögeln zu jagen über die Falknerei und Vogelkunde.

## Frühe Nennungen und Berufsbezeichnungen
- ahd. fokalari[14]
- ahd. fogalari[15]
- an. fuglari[15]
- ae. fuwelare[16]
- auceps fuglere, in einem Wörterbuch des 10. oder 11. Jahrhundert[17]
- the vogelere, an anderer Stelle  Wogelere als Glosse zu auceps in einer Handschrift der Pöhlder Annalen[18] (Annales Palidenses) um 1182
- ae. Richard Fugelere,[15] Ricardus Fugelere,[19] 1218
- me. in þes fuheleres grune, vor 1225[19]
- Roger le Fugler, 1227[20]
- Vogler oder Vogel, um 1209–1237 als Gründer von Vogelsdorf, Träger des Namens sind im 13. und 14. Jahrhundert in Wriezen und Bollensdorf nachweisbar[21]
- Vogelere, als Beiname in der Sächsischen Weltchronik in ursprünglich niederdeutscher Sprache[22] um 1260
- Vogler, als Familienname eines Jägers, der auf der Jagd nach Waldrappen die Thermalquelle in Pfäfers entdeckt, 1240[23]
- Vogelare, 1244
- me. John þe Fogelere, 1275[20]
- me. Fowelere, 1275[19]
- me. Henry le Foghelere, 1278[19]
- Ralph Vouler, 1279[20]
- mhd. vogelaere,[15] als Beiname im Versepos Lohengrin[24][25] des Codex Palatinus Germanicus[26], 1283–1289
- der Vogelaere, um 1255–1259 oder 1275–1295, Heinrich der Vogelaere als ein Verfasser im Heldenepos Dietrichs Flucht[27]
- mhd. vugler[15]
- Joh. Vogel (Vogeler) in Hamburg 1297, vergleiche dort Joh. Valke (Valkener)[28]
- Hugone Foygler, 1301[19]
- Ralph le Foweler, 1329[20]
- me. Edwardus le Vowelar, 1327[19]
- uogelere of helle, 1340[19]
- Lüdel der Vogler, 1345 in Regensburg bezeugt[29]
- Vogler, 1348
- Henneke Vogel (Vogelfang) in Greifswald 1355/1373[28]
- Jäckl Vogler (Fogler) in Bozen 1359[30]
- Hensel Vogel (Vogler) in Znaim 1363[28]
- Heynne Mörlyn der Vogeler, als Beiname in Sorau-Land 1381
- þe foulere, etwa 1390 und 1398[19]
- Henneke Voghelere, Mindener Bürgerbuch 1392
- Vogler unter dem bischöflich Würzburger Jagdpersonal Anfang des 15. Jahrhunderts[31]
- Voglär, als Berufsbezeichnung unter Ludwig des Gebarteten von Bayern-Ingolstadt in einem Saalbuch von 1418[10]
- Peter Fogeler, Görlitz 1427
- Hanns Voglaer zu Vogelgreut 1448, ein ursprünglich zum Kloster Weihenstephan gehörendes Anwesen, seit 1874 heißt die Einöde Voglhof in Kirchdorf an der Amper[32]
- Hentz fogel(e)r, als Berufsbezeichnung in Darmstadt 1449–1451[6]
- Niclas Fogeler von Crampicz, 1456[33]
- a ffewler or fowler: Auceps, Aucupator, Auicularius, Aucupiscus, etwa 1475[19]
- Vogler, als Beiname in der Schwäbischen Chronik, 1486[34]
- Vogler in der Vogelfanghütte im Tiergarten als Berufsbezeichnung, 1542 in den Amtsrechnungen für das Neue Haus des Amtes Lochau[35]

## Weitere Formen
- Vogler
- Vögler
- Voegler
- Fogler
- Fowler[15][36] (englisch)
- Vögeler
- Voegeler
- Fogeler
- Vageler (norddeutsch)
- Vogelaar (niederländisch)

## Namensträger
- Adolf Vogeler (1858–1935), deutscher Lehrer und Schriftsteller
- Colette S. Vogeler (* 1987), deutsche Verwaltungs- und Politikwissenschaftlerin und Hochschullehrerin
- Friedrich Vogeler (1883–1945), deutscher Verwaltungsjurist und SA-Brigadeführer
- Georg Vogeler (* 1969), deutscher Historiker, Professor für Digital Humanities am Zentrum für Informationsmodellierung in den Geisteswissenschaften der Karl-Franzens-Universität Graz
- Heinrich der Vogler (Dichter), ein Verfasser im Heldenepos Dietrichs Flucht im 13. Jahrhundert
- Heinrich Vogeler (Schauspieler) (1869–1937), deutscher Theaterschauspieler, Regisseur und Intendant
- Heinrich Vogeler (1872–1942), deutscher Maler, Grafiker, Architekt, Designer, Pädagoge, Schriftsteller und Sozialist
- Hildegard Vogeler (1949–2024), deutsche Kunsthistorikerin
- Ida Vogeler geborene Seele (1825–1901), erste Fröbelkindergärtnerin der Welt
- Jan Vogeler (1923–2005), deutsch-sowjetischer Philosoph und Hochschullehrer
- Karl Vogeler (1889–1978), deutscher Chirurg
- Kurt Vogeler (* um 1895; † nach 1930), deutscher Architekt in Finsterwalde und Berlin
- Martha Vogeler (geb. Schröder; 1879–1961), Muse, Modell und erste Ehefrau des Malers Heinrich Vogeler
- Max Vogeler (1874–1962), Stadtbaumeister in Weimar
- Otto Vogeler (1846–1913), deutscher Obergärtner und Landschaftsarchitekt in Berlin und Umgebung
- Theodor Vogeler (1900–1975), deutscher Schauspieler
- Therese Mülhause-Vogeler (1893–1984), deutsche Lehrerin, Graphologin, Schriftstellerin und Vertreterin der Freikörperkultur
- Volker Vogeler (1930–2005), deutscher Regisseur und Drehbuchautor
- Walter Vogeler (1942–2011), deutscher Zuhälter, siehe GMBH (Organisation)